# Intermission: Extraneous Music from the Residents' Mole Show
Pour les articles homonymes, voir Intermission.
Albums de The Residents
The Tunes of Two Cities
(1982) George & James
(1984)
Intermission: Extraneous Music from the Residents' Mole Show est le titre d'un album de The Residents sorti en 1983.

## Liste des titres
1. Lights Out (Prelude)
2. Shorty's Lament (Intermission)
3. The Moles Are Coming (Intermission)
4. Would We Be Alive? (Intermission)
5. The New Hymn (Recessional)